# Mrs. Wiggs of the Cabbage Patch (film 1914)
Mrs. Wiggs of the Cabbage Patch è un film muto del 1914 diretto da Harold Entwistle.
Fu il primo adattamento cinematografico del romanzo di Alice Hegan Rice e del lavoro teatrale Mrs. Wiggs of the Cabbage Patch di Anne Crawford Flexner messo in scena a Broadway il 3 settembre 1904 con protagonista Mabel Taliaferro.

## Trama
Il colonnello Vanderhurst non perdona suo figlio Jack di aver sposato, contro la sua volontà, un'artista di circo e lo disereda. Dopo la morte di Jack e di sua moglie, la loro figlia quattordicenne Lovey Mary resta orfana, affidata alla zia, la sorella di Jack, moglie di King, proprietario di un circo.
I Wiggs, Hiram e sua moglie, ex domestici di Vanderhurst, trovano lavoro nello stabilimento di Murphy dove fanno amicizia con Bob, il figliastro del padrone. Stephen, il nipote di Murphy, licenzia Bob quando viene a sapere che il giovane simpatizza per le ragioni dei partecipanti a uno sciopero. Hiram Wiggs abbandona i figli e la moglie per Cordelia e si unisce al circo di King. Dal nuovo matrimonio, nasce un bambino, Tommy.
Il colonnello Vanderhurst, prima di morire, lascia tutto in eredità alla nipote Mary ma King, venuto a sapere che la ragazza è diventata ricca, la sostituisce con la propria figlia. Mary fugge via con il piccolo Tommy. Cerca rifugio prima da Bob, diventato assistente dell'esecutore testamentario di Vanderhurst, e poi dalla signora Wiggs. King rapisce Mary, ma la signora Wiggs, aprendo il medaglione che appartiene alla ragazza, riconosce la foto di Vanderhurst che vi si trova all'interno. Avvisa allora del fatto Bob che si mette alla ricerca di Mary. Stephen, intanto, ha ucciso Murphy ma del delitto viene accusato proprio Bob. Quando viene riconosciuta la sua innocenza, Bob ritrova Mary.
Cordelia, la madre di Tommy, resta vittima di un incidente e lascia vedovo Wiggs che ritorna dalla famiglia. Mary e Bob si sposano, adottando Tommy e tengono segreta la bigamia di Wiggs.

## Produzione
Il film fu prodotto dalla California Motion Picture Corporation.

## Distribuzione
Distribuito dalla World Film, uscì nelle sale cinematografiche USA il 31 dicembre 1914.